# Silvia Nativi
Silvia Nativi (Siena, 26 giugno 2002) è una cestista italiana.
Figlia di Antonella Collini, attualmente gioca nel campionato NCAA con le "Bears" della University of Northern Colorado (UNC).
Nei campionati giovanili ha giocato nelle file del Basket Academy Mirabello.
Ha giocato tre stagioni nel campionato di Serie A1, con Pallacanestro Vigarano, dal 2017 al 2020, esordendo a 15 anni il 22 ottobre 2017 a Lucca contro la Gesam Gas&Luce.
Nella stagione 2020-21 si trasferisce al Galli San Giovanni Valdarno, in Serie A2, con il quale raggiunge la finale per la promozione in serie A1 e la finale della Coppa Italia di serie A2. In quest'ultimo torneo è premiata come "MVP giovane".
Ad agosto 2021 si trasferisce a Ruston (LA - USA) per giocare in NCAA Division I con le "Lady Techsters" di Louisiana Tech University (LTU). 
Nella sua prima stagione NCAA (2021-22), LTU vince la West Division della C-USA Conference. LTU partecipa al torneo W-NIT, ma esce al primo turno. Nella Conference C-USA raggiunge la 25ª posizione nella classifica "rapporto assist/partite". È stata insignita del C-USA Academic Medalist e C-USA Commissioner's Honor Roll.
Nella sua seconda stagione NCAA (2022-23), raggiunge la 2ª posizione nella classifica "rapporto assist/palle perse"  di tutta la NCAA concludendo, al termine della stagione, al 61º posto; nella Conference C-USA raggiunge la 10ª posizione nella classifica "rapporto assist/partite" e la 2ª posizione in quella "rapporto assist/palle perse". È stata insignita del C-USA All-Academic Team, C-USA Academic Medalist, C-USA Commissioner's Honor Roll, CSC Academic All-District (le prime 300 studentesse-atlete di tutta la NCAA).
Nella sua terza stagione NCAA (2023-24), nella Conference C-USA raggiunge la 4ª posizione nella classifica "assist totali" (150^ in tutta la NCAA)  la 5ª posizione sia nella classifica "rapporto assist/partite" (208^ in tutta la NCAA) che in quella "rapporto assist/palle perse" (171^ in tutta la NCAA) e la 20ª posizione nella classifica delle stoppate. È stata insignita del CSC Academic All-District, C-USA All-Academic Team e C-USA Academic Medalist.
Nel campionato 2024-25 si è trasferita a Greely (Colorado - USA) per giocare in NCAA Division I con le "Bears" della University of Northern Colorado (UNC). È stata insignita del CSC Academic All-District.

## Campionati e risultati
| anno | categoria | torneo                                       | piazzamento |
| ---- | --------- | -------------------------------------------- | ----------- |
| 2014 | U13       | Campionato italiano "Join the Game" (3vs3)   | 3°          |
| 2014 | U14M      | Campionato regionale Maschile Emilia-Romagna | 1°          |
| 2015 | U13       | Campionato italiano "Join the Game" (3vs3)   | 1°          |
| 2017 | U16       | Campionato italiano (finali nazionali)       | 2°          |
| 2018 | U16       | Campionato italiano (finali nazionali)       | 2°          |
| 2019 | U18       | Campionato italiano (finali nazionali)       | 3°          |

| anno | categoria | torneo                         | piazzamento |
| ---- | --------- | ------------------------------ | ----------- |
| 2018 | U16       | Campionato Europeo (Kaunas)    | 1°          |
| 2019 | U18       | Campionato Europeo (Sarajevo)  | 1°          |
| 2021 | U19       | Campionato Mondiale (Debrecen) | 11°         |

|          | stagione | partite | minuti | punti | rimbalzi | recuperi | assist |
| -------- | -------- | ------- | ------ | ----- | -------- | -------- | ------ |
| Vigarano | 2017/18  | 17      | 30     | 7     | 3        | 3        | 4      |
| Vigarano | 2018/19  | 24      | 202    | 59    | 20       | 7        | 19     |
| Vigarano | 2019/20  | 19*     | 214    | 49    | 27       | 6        | 20     |

Nota *: campionato interrotto per pandemia Covid-19
|          | stagione | partite | minuti | punti | rimbalzi | recuperi | assist |
| -------- | -------- | ------- | ------ | ----- | -------- | -------- | ------ |
| S.G.V.no | 2020/21  | 33      | 892    | 219   | 145      | 54       | 75     |

|     |         | partite | minuti | punti | rimbalzi | recuperi | assist | stoppate |
| --- | ------- | ------- | ------ | ----- | -------- | -------- | ------ | -------- |
| LTU | 2021/22 | 33      | 760    | 114   | 80       | 40       | 69     | 10       |
| LTU | 2022/23 | 28      | 803    | 112   | 100      | 25       | 81     | 12       |
| LTU | 2023/24 | 33      | 904    | 188   | 123      | 24       | 112    | 12       |
| UNC | 2024/25 | 32      | 857    | 169   | 75       | 43       | 53     | 10       |